# Tomislav Karlo
Tomislav Karlo (ur. 21 grudnia 1970 w Splicie) – chorwacki pływak, czterokrotny medalista mistrzostw Europy (basen 25 m), uczestnik letnich igrzysk olimpijskich w Atlancie.

## Przebieg kariery
W 1995 wziął udział w mistrzostwach świata na basenie 25 m. Podczas zmagań rozgrywanych w Rio de Janeiro wystąpił w czterech konkurencjach – w konkurencji 100 m st. grzbietowym zajął 12. pozycję, w konkurencji 4 × 100 m st. dowolnym ekipa chorwacka z jego udziałem zajęła 8. pozycję, w konkurencji 4 × 200 m tą samą techniką zajął z kolegami z kadry 6. pozycję, natomiast w rywalizacji sztafet 4 × 100 m st. zmiennym zajął razem z kolegami z kadry 7. pozycję.
Rok później jedyny raz w karierze wystąpił na igrzyskach olimpijskich. Brał on udział w dwóch konkurencjach: w konkurencji 100 m st. grzbietowym zajął w eliminacjach 34. pozycję (z czasem 57,89), w konkurencji 4 × 100 m st. zmiennym zaś chorwacka ekipa z udziałem Karlo zajęła 16. pozycję z czasem 3:50,09.
Na mistrzostwach Europy na basenie 25 m rozegranym w Rostocku zdobył dwa tytuły wicemistrza, w konkurencji 50 m st. grzbietowym i 4 × 50 m st. dowolnym. 9 lutego 1997 ustanowił nowy rekord Europy w konkurencji 50 m st. grzbietowym, co miało miejsce podczas pływackich zawodów Pucharu Świata pod egidą FINA – Chorwat zawody w tej konkurencji ukończył rezultatem czasowym 24,52. Rekord ten przetrwał aż do 11 grudnia 1998 roku. W 1998 zadebiutował w mistrzostwach świata seniorów na basenie 50 m, na których wystąpił w konkurencji 100 m st. grzbietowym i zajął 31. pozycję, rok później zaś wywalczył trzeci tytuł wicemistrza Europy (na basenie 25 m), w konkurencji 50 m st. grzbietowym.
Po raz ostatni w zawodach międzynarodowych wystartował w grudniu 2000 roku w ramach mistrzostw Europy na basenie 25 m, gdzie m.in. zdobył brązowy medal w konkurencji 4 × 50 m st. zmiennym.
Podczas kariery 44 razy stawał na podium zawodów pływackiego Pucharu Świata, w tym 17-krotnie zwyciężał.

## Rekordy życiowe
| Konkurencja               | Data             | Miejsce        | Rezultat   |
| Basen 50 m                | Basen 50 m       | Basen 50 m     | Basen 50 m |
| ------------------------- | ---------------- | -------------- | ---------- |
| 50 m stylem dowolnym      | 28 maja 1996     | Barcelona      | 23,88      |
| 100 m stylem dowolnym     | 10 maja 1997     | Lublana        | 56,06      |
| 50 m stylem grzbietowym   | 26 lipca 1999    | Stambuł        | 26,60      |
| 100 m stylem grzbietowym  | 28 maja 1996     | Barcelona      | 57,30      |
| 50 m stylem motylkowym    | 26 lipca 1999    | Stambuł        | 24,97      |
| Basen 25 m                |                  |                |            |
| 50 m stylem dowolnym      | 24 stycznia 1996 | Sheffield      | 23,40      |
| 50 m stylem grzbietowym   | 8 lutego 1997    | Paryż          | 24,52      |
| 100 m stylem grzbietowym  | 28 marca 1998    | Paryż          | 53,66      |
| 50 m stylem motylkowym    | 9 grudnia 1999   | Lizbona        | 23,95      |
| 100 m stylem zmiennym     | 3 lutego 1996    | Paryż          | 56,61      |
| 4 × 50 m stylem dowolnym  | 17 grudnia 2000  | Walencja       | 1:30,72    |
| 4 × 100 m stylem dowolnym | 3 grudnia 1995   | Rio de Janeiro | 3:23,72    |

Źródło: 